# NGC 287
NGC 287 este o galaxie lenticulară, posibil spirală, situată în constelația Peștii. A fost descoperită în 22 noiembrie 1827 de către John Herschel.